# Eupithecia evacuata
Eupithecia evacuata es una especie de polilla de la familia Geometridae. La especie fue descrita por primera vez por William Warren habiendo sido descrita en 1907, con distribución en Perú. El sintipo de la especie fue descrita en los alrededores de La Oroya, por el Río Inambari, Provincia de Yauli. Tiene gran parecido con la especie mexicana E. conduplicata, pero más pequeña y marrón.

## Descripción
Es una polilla pequeña con una envergadura de 22 milímetros (0,9 plg). La cabeza, tórax y abdomen son de colores lúteos moteados de blanco. El abdomen por debajo es pálido moteado de negro. Los palpos son de un color ante amarillento.

### Ala anterior
El ala anterior es de color marrón pálido, con una ligera capa negruzca hacia la base. Las bandas que preceden y siguen a la fascia central del ala son estrechas, blancas y dentadas, con una línea central negra en forma de zigzag. El centro de la fascia central es más pálida que sus lados, encima de la vena mediana dejando un espacio blanco con la mancha celular negra en su borde interno. El área basal del ala se ve mezclada con escamas blancas y negruzcas. La línea submarginal es blanca, hinchada entre 3 y 4,: Notas 1  con algunas escamas blancas antes de llegar al ápice. La línea marginal es negra, interrumpida en las venas por flecos a cuadros marrones y blancos.

### Ala posterior
El ala trasera es blanca. Cuenta con dos líneas grises gruesas antemedianas, con una delgada mancha negra entre ellas. Tiene dos gruesas líneas posmedianas que se fusionan para formar un tono gris pardusco y dos líneas submarginales dentadas de color gris oscuro. Cuenta con una línea marginal gruesa y negra interrumpida por puntos blancos en las venas.: Notas 1  El área apical del ala es nublada de color marrón grisáceo con una franja oscura similar al de las alas anteriores.
El envés es de color ocre pálido, atravesado por bandas y líneas alternas de color gris negruzco. Cuenta con una franja moteada, ocre y gris oscuro y manchas celulares negras.